# Sybra conicollis
Sybra conicollis là một loài bọ cánh cứng trong họ Cerambycidae.